# Ordem arquitetónica
Uma ordem arquitectónica, dentro do contexto da arquitetura clássica, é um sistema arquitectónico que afecta o projeto de um edifício dotando-o de características próprias e associando-o a uma determinada linguagem e a um determinado estilo histórico. A ordem arquitetônica é o conjunto ordenado e proporcionado, segundo uma regra suficientemente uniforme, dos elementos do sistema trilítico. Os princípios de ordenação, diferentes para cada ordem, desenvolveram-se a partir da arquitetura grega clássica, depois na arquitetura romana e foram posteriormente codificados pela cultura arquitetônica renascentista e pós-renascentista. Cada ordem distingue-se por proporções, perfis e detalhes característicos, geralmente reconhecíveis pelo tipo de coluna , ou melhor, pelo conjunto coordenado de elementos arquitectónicos destinados a constituir um sistema trilítico completo , cujos elementos caracterizadores são principalmente a coluna (base, fuste e capitel ) e o entablamento sobrejacente (arquitrave, friso e cornija). Na aplicação prática, em várias épocas, uma parte da ordem (coluna ou geralmente pilar) foi usada como suporte para sistemas em arco.
Refere-se ao conjunto de elementos plásticos, que formam a coluna, o entablamento e a cornija, e das proporções estabelecidas entre eles, constituindo um modelo de construção. Esse conjunto de elementos previamente definidos e padronizados, relacionando-se entre si e com o todo de um modo coerente, conferem harmonia, unidade e proporção a um edifício, segundo os preceitos clássicos de beleza. As diferentes ordens arquitectónicas foram criadas na Antiguidade Clássica, embora elas tenham eventualmente sido alteradas quando de sua reinterpretação em períodos posteriores, notadamente no Renascimento.
A regulamentação das ordens se deu no Renascimento, quando artistas de toda Itália resgataram valores da Antiguidade Clássica e, para incorporá-los a suas composições, tentaram entender e sistematizar as regras que ditavam as edificações gregas e assim evocavam sua função. A definição mais antiga que se tem registrada sobre as ordens se encontra em alguns escritos de Vitrúvio em 10 livros dedicados ao imperador. Em seu livro, Vitrúvio descreve as ordens Jônica, Dórica, Coríntia e a Toscana. Mil e quatrocentos anos depois o arquiteto Leon Battista Alberti toma Vitruvio como base e acrescenta ao seu tratado mais uma coluna às ordens gregas: a compósita - uma combinação de elementos das ordens Jônica e Coríntia. Então, com o arquiteto Sebastiano Serlio, cria-se uma definição fechada das ordens na qual toda alteração deveria ser questionada.

## História
Estas normas de composição foram desenvolvidas na Grécia e atingiram a maturidade no Período clássico a partir do século V a.C. dando lugar à criação de três ordens: o Dórico, o Jónico e o Coríntio (considerado por alguns autores uma variação do Jónico). A partir do século I a.C. foram reutilizadas e adaptadas no Império Romano dando lugar a outras duas ordens: o Toscano (versão simplificada do Dórico) e o Compósito (combinação entre Jónico e Coríntio).
O manual de Vitrúvio «cDe Architectura» escrito no século I a.C. foi o único legado escrito sobre a arquitectura na Antiguidade a sobreviver à passagem do tempo. Sendo descoberto no século XV acabou por se tornar autoridade no campo da arquitectura e das ordens clássicas em particular.
No século XVI, Giacomo Vignola, escreveu o tratado “Regola delli cinque ordini dell’architettura” apresentando o seu estudo e sistematização das ordens em que definiu as medidas de composição, os cânones, a modularidade e apresentou sistemas geométricos de traçado que puderam ser seguidos e usados pelos arquitectos seus contemporâneos. Neste tratado foram então reconhecidas e nomeadas as cinco ordens arquitectónicas.

## O Templo
Este edifício, templo, de dimensões harmoniosas é o resultado de uma relação numérica complexa entre as diferentes partes do todo entre si em grande parte influenciada pelas teorias de Pitágoras.
O reportório de formas utilizado é, no entanto, limitado, tornando uma determinada ordem facilmente identificável. A proporção entre a altura-diâmetro da coluna, o capitel e o entablamento são elementos, que pela sua clara diferenciação, facilitam a distinção entre as ordens.
Essência

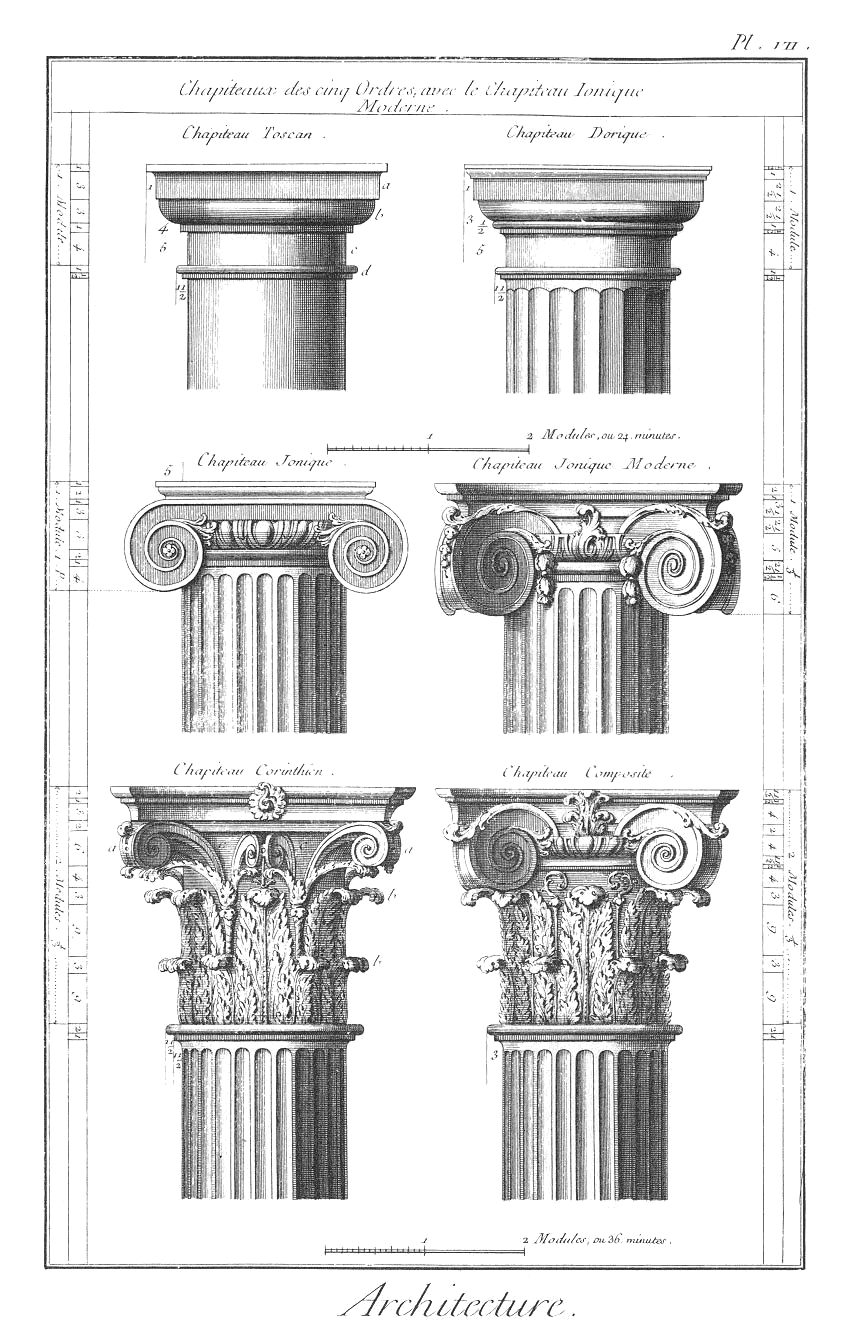
Representação das ordens clássicas original de uma Encyclopedie.

O templo grego, como edifício religioso, aspira ao divino. E para alcançar este mundo das ideias e das essências é necessário responder às premissas da natureza. As suas formas são calculadas através de desenhos lógicos e proporções matemáticas de modo a transmitir equilíbrio, harmonia e proporção. E só entendendo os elementos inatos à natureza e relacionando este mesmo mundo natural com a razão se atinge a representação do ideal.
Dimensões
O planeamento do edifício e as suas proporções são baseadas num sistema canónico, em que uma unidade de medida, o módulo, determina as relações e a estrutura dimensional. Esta medida modular é o raio da base do fuste da coluna. A título de exemplo da aplicação, a coluna apresenta uma altura de doze módulos, ou seja, doze vezes a medida do raio da base do fuste.
Um número fixo de módulos seria para cada edifício, em cada ordem, pré-definido.
Elementos mais representativos
1. Pódio ou pedestal. Inclui Estilóbata e Estereóbata. O templo assenta, por vezes, numa plataforma escalonada, de forma a elevar o edifício sobre o terreno.
2. Coluna. Inclui a base, o fuste e o capitel. A coluna sofre um quase imperceptível estreitamento da base até ao topo, acentuando a monumentalidade do edíficio. A sua construcção é segmentada em blocos de pedra, chamados tambores, sobrepostos uns aos outros. O fuste apresenta ainda um ligeiro encurvamento a meio, entasis, que dota a coluna de uma qualidade elástica. O capitel oferece uma ligação decorativa entre a coluna e o entablamento, que de outro modo pareceria um pouco tosca, suavizando a verticalidade da coluna.
3. Entablamento. Inclui a arquitrave, o friso e a cornija suportados pelas colunas. A arquitrave é o elemento horizontal que assenta sobre as colunas e é normalmente desprovido de decoração. Sobre a arquitrave assenta o friso, um elemento também horizontal, mas com decoração geralmente em relevo. A cornija é o elemento superior, também horizontal, que se estende além dos limites do templo e se quebra em ângulo de acordo com o telhado de duas águas.
4. Frontão. Inclui o tímpano. O frontão encima a fachada principal e a sua forma é determinada pelo telhado. O tímpano emoldurado pela mesma forma apresenta escultura decorativa em relevo.

## As ordens gregas

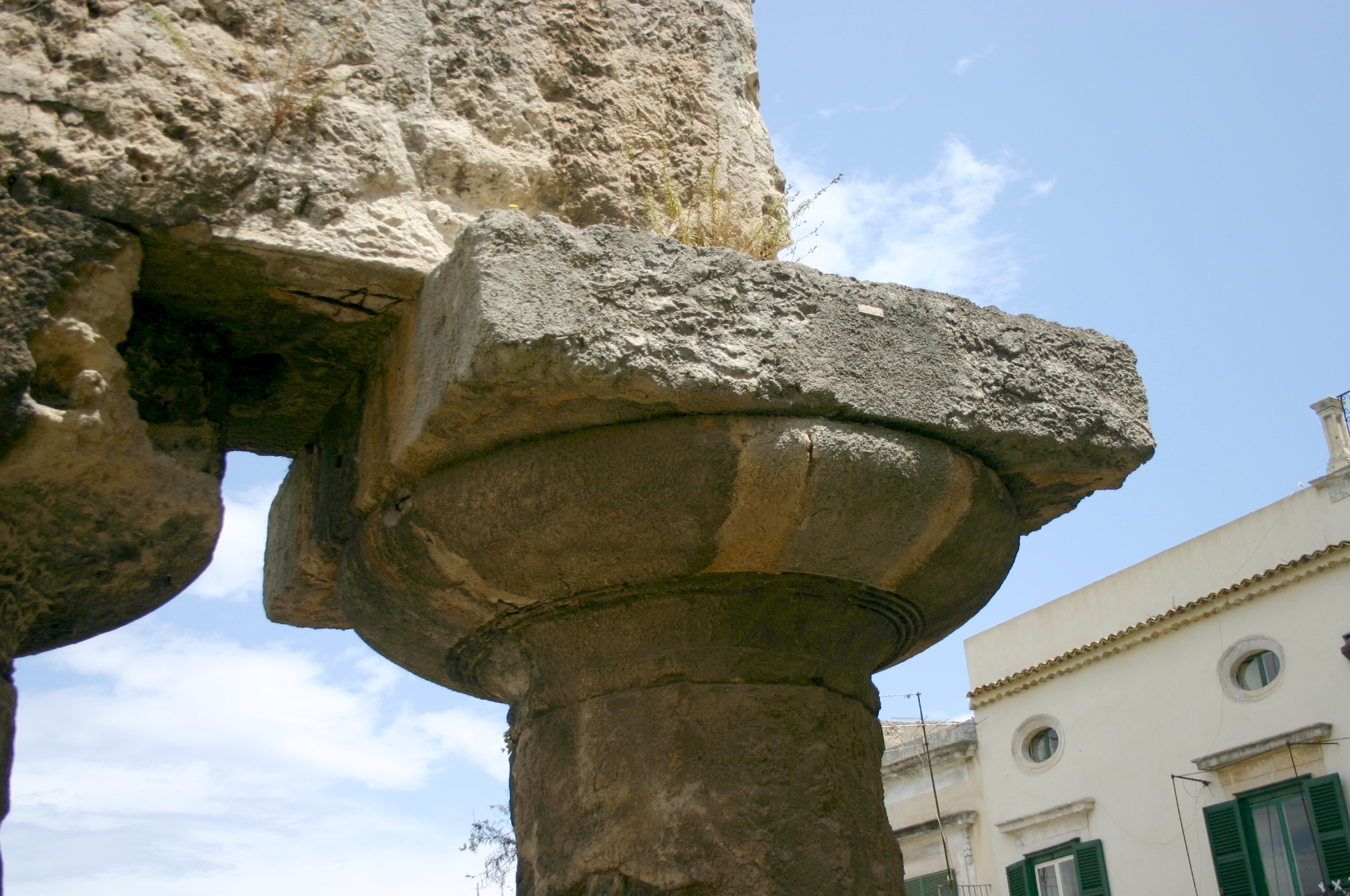
Capitel dórico

Existem 5 tipos de colunas que compõem as ordens arquitetônicas: 3 gregas - Dórica, Jônica e Coríntia - e 2 Italianas - Toscana e Compósita.

### Ordem dórica
A ordem dórica surge nas costas do Peloponeso, ao sul e apresenta-se no auge no século V a.C.. É principalmente empregada no exterior de templos dedicados a divindades masculinas e é a mais simples das três ordens gregas definindo um edifício em geral baixo e de carácter sólido. A coluna não tem base, tem entre quatro a oito módulos de altura, o fuste é raramente monolítico e apresenta vinte estrias ou sulcos verticais denominados de caneluras. O capitel é formado pelo équino, ou coxim, que se assemelha a uma almofada e por um elemento quadrangular, o ábaco. O friso é intercalado por módulos compostos de três estrias verticais, os tríglifos, com dois painéis consecutivos lisos ou decorados, as métopas.

### Ordem jónica

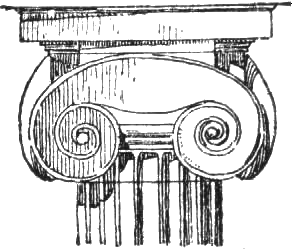
Capitel jónico

A ordem jónica surge a leste, na Grécia oriental e seria, por volta de 450 a.C., adoptada também por Atenas. Desenvolvendo-se paralelamente ao dórico apresenta, no entanto, formas mais fluidas e uma leveza geral, sendo mais utilizado em templos dedicados a divindades femininas. A coluna possui uma base larga, tem geralmente nove módulos de altura, o fuste é mais elegante e apresenta vinte e quatro caneluras. O capitel acentua a analogia vegetal da coluna pela criação de um elemento novo entre o coxim e o ábaco de carácter fitomórfico. Este elemento dispõe de dois “rolos” consideravelmente projetados para os lados, as volutas. O friso passa a ter elemento único decorado em continuidade.

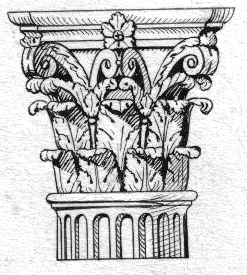
Capitel Coríntio.

### Ordem coríntia
Também denominado como capitel coríntio é característico do final do século V a.C. e, utilizado inicialmente só no interior, é um estilo notoriamente mais decorativo e trabalhado. A coluna possui geralmente dez módulos de altura e o fuste é composto por vinte e quatro caneluras afiadas. O capitel apresenta uma profusão decorativa de rebentos e folhas de acanto tendo-se tornado o capitel de uso generalizado na época romana. O teto passa a ser horizontal.

## As ordens romanas

### Ordem toscana
A ordem toscana é desenvolvida na época romana e trata-se de uma simplificação de mesmas proporções do dórico.

A coluna dispõe de base e apresenta sete módulos de altura, o fuste é liso, sem caneluras, e o capitel simples.

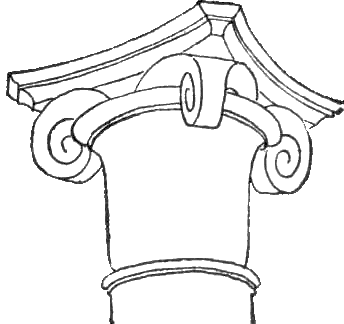
capitel compósito

### Ordem compósita
A ordem compósita é também desenvolvida na época romana, tendo sido até ao renascimento considerada uma versão tardia do coríntio. Trata-se de um estilo misto em que se inserem no capitel as volutas do jónico e as folhas de acanto do coríntio. A coluna tem dez módulos de altura.

## Elementos da Coluna
As ordens sao compostas por 3 partes: pedestal, coluna e entablatura, sendo o pedestal não obrigatório. Cada parte se divide em três sendo o pedestal: base, plinto e tampa; coluna: base, corpo e capitel e a entabladura: arquitrave, frizo e corniça.
Para medição e design das ordens, atribuiu-se uma unidade de medida chamada modulos sendo a metade do maior diâmetro de uma coluna. Os modulos sao divididos em partes iguais. Vignola divide em 12 partes para as colunas Toscana e Dórica e em 18 partes para as restantes.